# Ferruccio Mazzola
Ferruccio Mazzola, né le 1er février 1945 à Turin et mort le 7 août 2013 à Rome, est un footballeur italien devenu ensuite entraîneur. Il est le fils de Valentino Mazzola et le frère de Sandro Mazzola.

## Biographie

### Enfance et jeunesse
Ferruccio Mazzola est le fils d'Emilia et de Valentino Mazzola. Il naît à Turin le 1er février 1945 et tire son prénom de Ferruccio Novo, alors président du Torino FC, club de football de son père. Son frère Sandro Mazzola naît deux ans et demi plus tôt.
Alors qu'il est encore enfant, son père quitte sa mère pour une femme plus jeune, et la famille subit des railleries et jalousies, dans une Italie où divorcer est encore illégal. Valentino Mazzola meurt le 4 mai 1949 dans le drame de Superga,. 
Après la mort de son père, la famille retourne vivre dans sa ville d'origine, à Cassano. La vie y est difficile et sa mère Emilia, contrainte de retrouver un emploi, redevient institutrice. Sa famille profite de l'aide de Benito Lorenzi, avant-centre de l'Inter et ami proche de son père, qui inscrit Sandro et son frère à des stages de football organisés par l'Inter. Il demande également à Emilia de laisser Sandro et Ferruccio aller avec lui à Milan pour devenir les mascottes de l'équipe. Cette nouvelle qualité leur permet d'être associés à l'équipe et de gagner 10 000 lires pour une victoire et 5 000 pour un nul, ce qui représente des sommes considérables pour sa famille. L'attaquant Giuseppe Meazza, choqué par la catastrophe de Superga, s'est également beaucoup occupé des deux enfants.

### Carrière dans le football

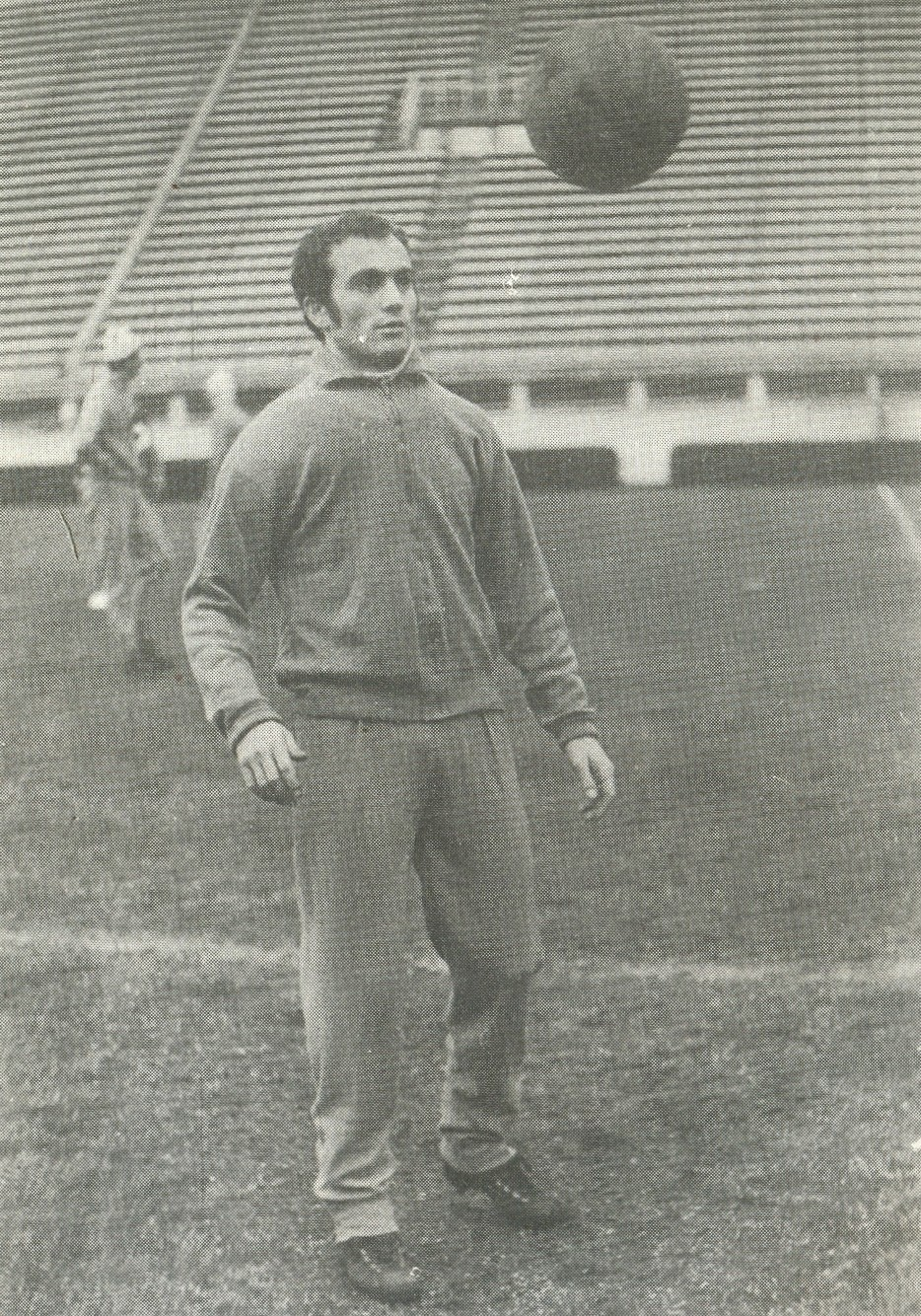
Ferruccio Mazzola à l'entraînement dans les années 1960.

En 1964, Ferruccio Mazzola part de l'Inter Milan, son club formateur. Durant sa carrière, il joue pour de nombreux clubs italiens. Son passage le plus réussi reste celui avec la Lazio Rome, avec laquelle il remporte la deuxième division nationale en 1969, puis la Coupe des Alpes en 1971. En 1974, il remporte surtout le championnat d'Italie avec le club romain. Il met un terme à sa carrière professionnelle en 1977.
Il devient ensuite entraîneur, dirigeant tout d'abord des équipes féminines, celle de l'Italie et de la Lazio Rome. Il entraîne ensuite des équipes masculines moins notables, remportant pour unique titre, la quatrième division avec l'AC Sienne en 1985. Il met un terme à sa carrière d'entraîneur.
Dans les années 2000, il révèle un scandale de dopage à la Lazio Rome et à la Fiorentina dans les années 1970. Ces deux clubs lui intentent un procès, mais l'ancien joueur en sort vainqueur en 2010. 
Il meurt le 7 mai 2013 d'un cancer du poumon.

### Vie privée
Ferruccio Mazzola a un fils nommé Riccardo Mazzola, né vers la fin des années 1960.

## Palmarès
- Championnat d'Italie : 
  - Champion en 1974 avec la Lazio Rome

- Championnat d'Italie de D2 : 
  - Champion en 1966 avec Venise et en 1969 avec la Lazio Rome

- Coupe des Alpes : 
  - Vainqueur en 1971 avec la Lazio Rome

- Championnat d'Italie de D4 : 
  - Champion en 1985 avec l'AC Sienne en tant qu'entraîneur